# Xylogenes granulicauda
Xylogenes granulicauda är en skalbaggsart som beskrevs av Pierre Lesne 1941. Xylogenes granulicauda ingår i släktet Xylogenes och familjen kapuschongbaggar. Inga underarter finns listade i Catalogue of Life.